# Honda Canadá fabricación
La Honda Canada Manufacturing (O planta de fabricación de Honda Canadá) se encuentra en Alliston, Ontario y es la división de fabricación de automóviles de Honda América

## Fabricación
La planta de fabricación de Honda Canadá (HCM) en Alliston se construyó sobre 1.8 km cuadrados de tierra y tienen su propio centro de recreación con un escenario del tamaño de una pista de NHL de hockey, áreas de aptitud física, un campo de béisbol, de voleibol y pistas de tenis. Las grandes plantas requieren radios entre los miembros para la comunicación y enfriadores de agua fría para los sistemas de climatización.
En la actualidad, las dos plantas principales tienen aproximadamente 4.600 empleados y una capacidad anual de 390.580 vehículos al año. La Planta 1 , fue construida en 1986. Se añadió una línea de enmoquetado y pintura de parachoques en 1989. La segunda planta de Honda en Alliston comenzó su producción en 1998, inicialmente se ensamblaba el Honda Odyssey. La producción de la Odyssey en Canadá cesó en 2004 para dar cabida a la Ridgeline. La producción del Honda Pilot en Canadá cesó en 2007 para permitir que los Civic sedán se construyesen en la planta 2.
En mayo de 2006 Honda anunció que construiría una planta de motores en Alliston (con un presupuesto de 154 millones de dólares) para suministrar motores para el modelo Civic. La planta se inauguró en 2008.
EL 12 de noviembre de 2008 finalizó de la producción del Ridgeline en la instalación de la Asamblaje de Alliston. La producción del Ridgeline se trasladó a la línea de montaje de Alabama de Honda. Se fabricaron un total de 3.791 unidades con destino al mercado canadiense, 3.679 unidades con destino al mercado americano, 551 unidades con destino al mercado mexicano y 130 unidades con destino a América del Sur en 2009. La interrupción de la producción de Ridgeline se debió a ampliar espacio para una producción del Civic en la Planta 2.
El 29 de enero de 2009 Honda anunció nuevas reducciones de la producción en la planta de Alliston. "Una línea de montaje en la instalación pasaría de dos turnos de trabajo diarios a uno solo. La salida de los modelos del Civic y el Acura MDX realizados en la línea se redujeron a la mitad, de 800 unidades al día a 400 unidades. Honda también tendrá cuatro viernes de no producción en febrero".
El 28 de marzo de 2013, el último Acura MDX salió de la línea de ensamblaje en Alliston. La producción se trasladó a las instalaciones de Honda Alabama de forma permanente. Desde el año 2000 se fabricaron un total de 713.158 MDX's en la planta. Actualmente se construyen el Honda Civic y el Honda CR-V únicamente.

## Vehículos producidos
| Planta              | Localización      | Apertura | Cierre | Modelos |
| ------------------- | ----------------- | -------- | ------ | --- |
| Alliston Plant 1    | Alliston, Ontario | 1986     |        | - Acura CSX (2005–2011) - Acura EL (1996-2005) - Honda Accord (1986-1988) - Honda Civic coupe y SI & sedan (1988–)                                                                                       |
| Alliston Plant 2    | Alliston, Ontario | 1998     |        | - Acura MDX (2000–2013) - Acura ZDX (2009–2013) - Honda Odyssey (1998-2004) - Honda Pilot (2002-2007) - Honda Ridgeline (2005–2008) - Honda Civic sedan (April 2007–present) - Honda CR-V (2012–present) |
| Ampliación Planta 1 | Alliston, Ontario | 1989     |        | |

## Controversia
Un empleado con fatiga crónica había ganado inicialmente un caso despido improcedente contra Honda Canada y recibió 500,000$ en daños punitivos con dos años atrasados de pago. Sin embargo, en junio de 2008, el más alto tribunal de Canadá en última instancia borró el pago de daños punitivos y redujo el pago retroactivo a 15 meses de salario.